# Réti ördögharaptafű
A réti ördögharaptafű (Succisa pratensis) a loncfélék (Caprifoliaceae) családjába tartozó növényfaj, gyógynövény. Nevét a népmesék szerint onnan kapta, hogy az ördög leharapta mérgében a gyökerét a gyógyító képessége, Szűz Mária elleni dühe vagy egyéb ördögi ok miatt.
Közép-Európában és Nyugat-Ázsiában honos növény, de sokfelé elterjesztették. Sovány gyepekben, lápréteken, síklápokon szinte egész Európában egész gyakori, Magyarországon a láprétek jellegzetes növénye.

## Leírása

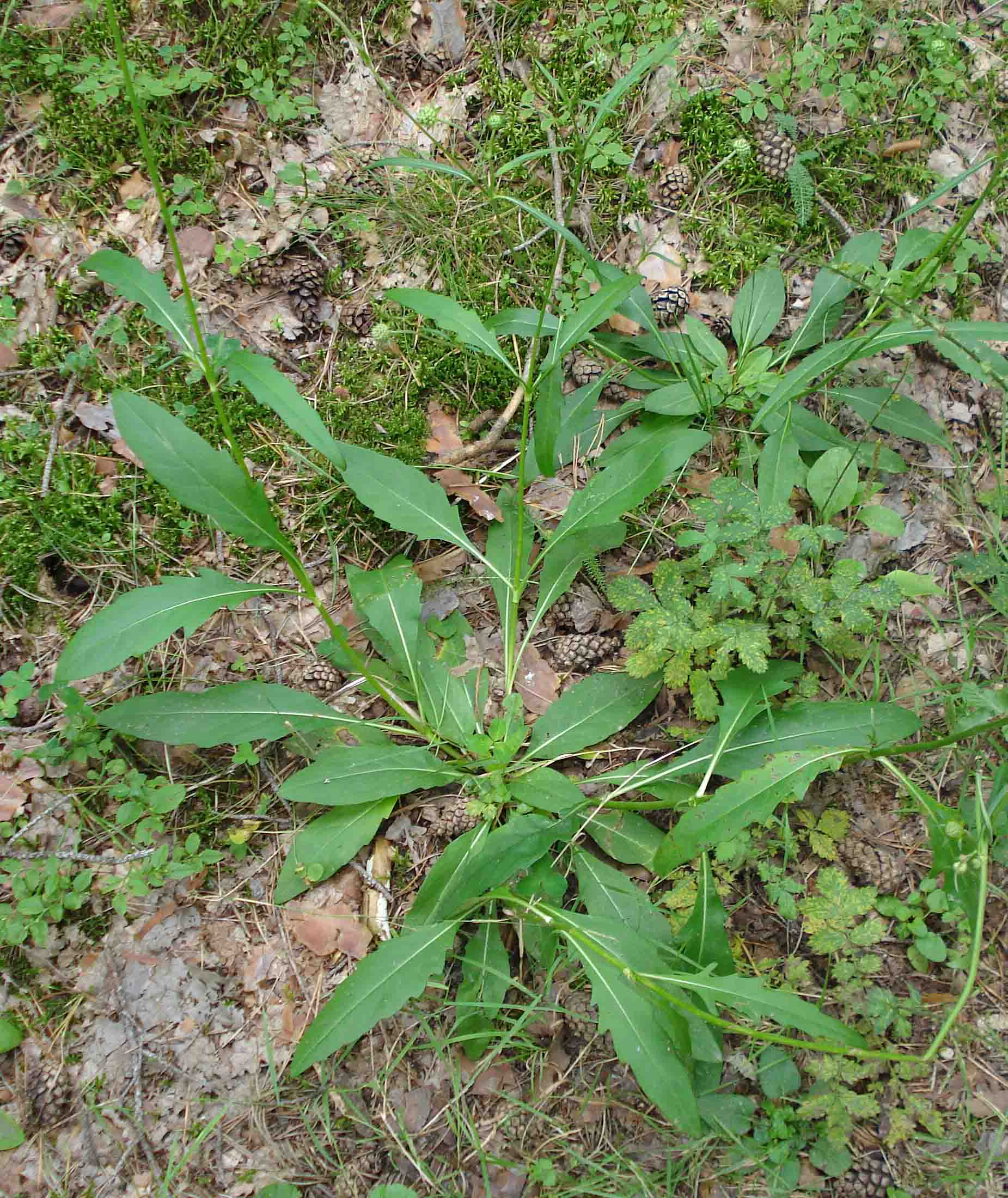

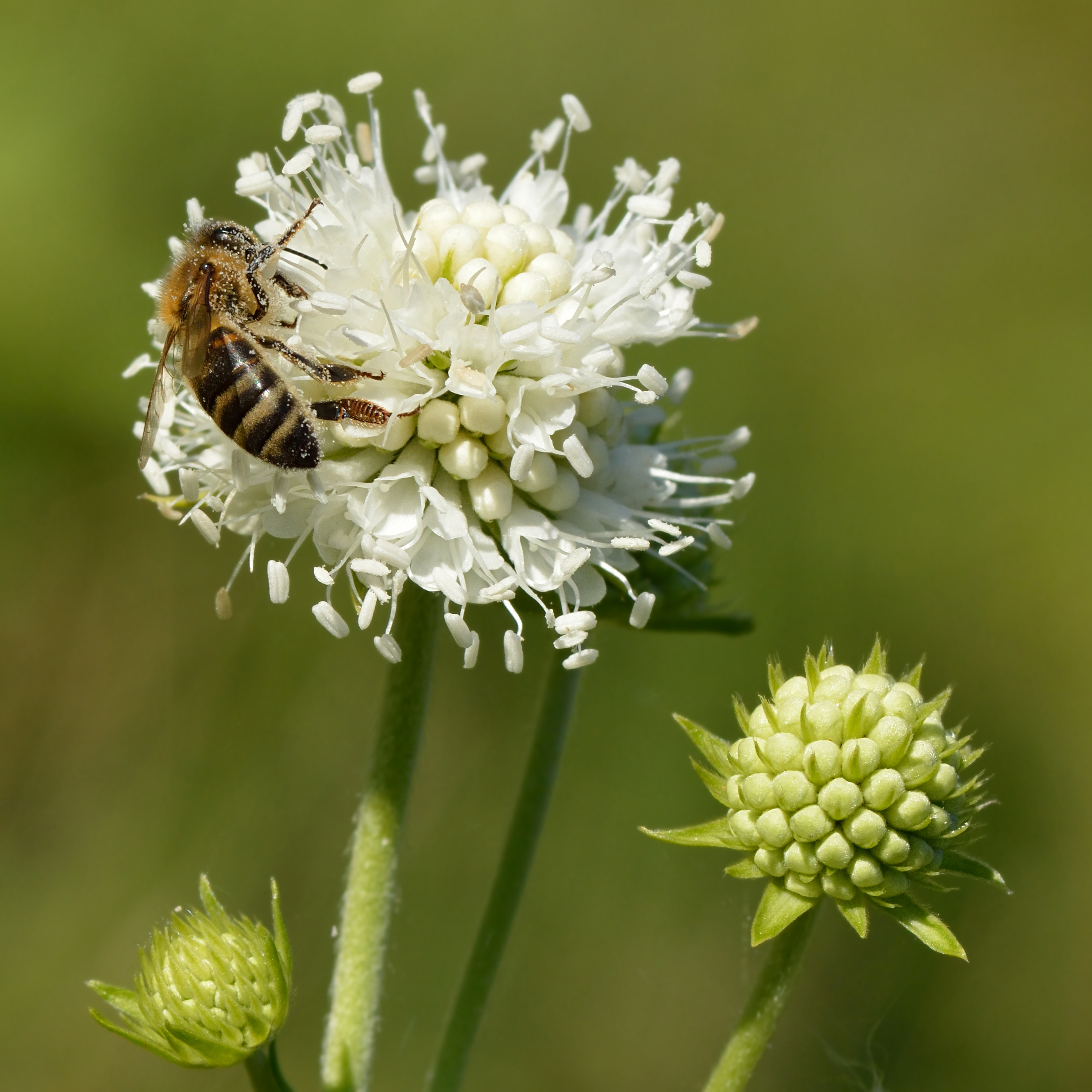

Felálló, kopasz hajtású, 20–80 cm magas, évelő növény. Feketés gyöktörzse rövid, mintha „leharapták” volna, tőlevelei oválisak, kissé lapockásak, nyelesek, többnyire ép szélűek, kis számú szárlevele lándzsás, átellenes állású, halvány főerük kiemelkedik a levéllemez síkjából. Júliustól szeptemberig virágzik, fejecskeszerű, eleinte félgömbös, később gömbös virágzata 15–25 mm széles, az egyes virágok tövében vacokpelyva áll. Jellemző rá a günödiőcia, azaz kétivarú és csak termős példányok is előfordulnak. A porzós és termős virágok más-más fejen nőnek, a termős virágot tartalmazó virágzat a kisebb. A virágok nyílásuk előtt zöldesek, később kékesibolyák lesznek, majd a kicsüngő porzók rózsásra színezik őket. Virágai 4 hasábúak, pártacsövük 4–7 mm hosszú, a szélső virágok nem sugárzók. Belső csészéi lapos bögrecsövűek, 4-5 fekete, 1 mm hosszú bögreszerűek, külső csészéi négyszögletesek, érdes szőrűek. A négyszögletes, hasáb alakú kaszattermés burka borzas szőrű.
Jó nektárforrás. A Magyarországon védett lápi tarkalepke (Euphydryas aurinia) tápláléknövénye, petéit a növény alsó részére rakja le. A szintén védett dongószender (Hemaris tityus) lárvája is kedveli, a mezei varfű mellett.

## Hatóanyagai
Irodoidokat (dipszakán), szaponinokat, cserzőanyagokat, flavonoidokat tartalmaz.

## Felhasználása
Hajtásának főzete köhögéscsillapító, vértisztító. Eredményesen használják asztma, légcsőhurut, belső vérzések (például gyomorvérzés) csillapítására, gyomor- és bélfekély gyógyítására és rühösség ellen. Régebben bubópestis elleni gyógyszerként is próbálkoztak vele. A homeopátia idült bőrbetegségek ellen is ajánlja.